# Pachymelus radovae
Pachymelus radovae là một loài Hymenoptera trong họ Apidae. Loài này được Saussure mô tả khoa học năm 1890.